# Рутенийторий
Рутенийторий — бинарное неорганическое соединение, интерметаллид
тория и рутения
с формулой ThRu,
кристаллы.

## Получение
- Сплавление стехиометрических количеств чистых веществ:

{\displaystyle {\mathsf {Th+Ru\ {\xrightarrow {1462^{o}C}}\ ThRu}}}

## Физические свойства
Рутенийторий образует кристаллы
ромбической сингонии, пространственная группа C mcm, параметры ячейки a = 0,3903 нм, b = 1,127 нм, c = 0,4046 нм, Z = 4,
структура типа борида хрома CrB.
.
Соединение конгруэнтно плавится при температуре 1462 °C.